# Wojsko Litwy Środkowej

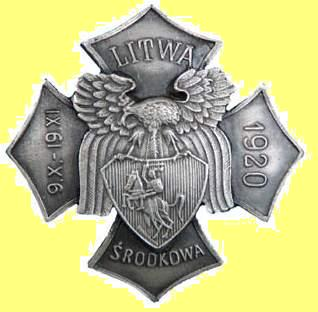
Odznaka Honorowa Wojsk Litwy Środkowej

Flaga Litwy Środkowej

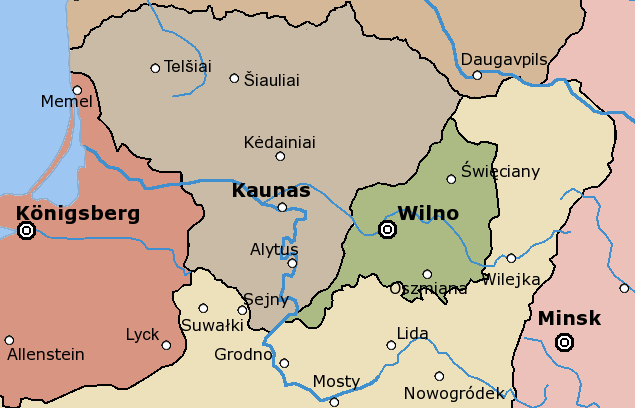
Terytorium Litwy Środkowej

Wojsko Litwy Środkowej – siły zbrojne państwa proklamowanego przez generała Lucjana Żeligowskiego 12 października 1920.
Wraz z ogłoszeniem przez generała Lucjana Żeligowskiego powstania Litwy Środkowej, wojsko którymi dowodził i które brało udział w „buncie”, stało się automatycznie Wojskiem Litwy Środkowej.

## Pierwotny skład wojsk
- 1 Dywizja Piechoty Litewsko-Białoruska
  - 1 Brygada Piechoty
    - Wileński pułk strzelców
    - Miński pułk strzelców

  - 2 Brygada Piechoty
    - Nowogródzki pułk Strzelców
    - Grodzieński pułk strzelców
- 1 pułk artylerii polowej Litewsko-Białoruski
- dywizjon strzelców konnych
- 1 kompania saperów
- grupa mjr. Kościałkowskiego Grupa Bieniakonie
- batalion kresowy
- dywizjon 216 pułku artylerii polowej
- dywizjon kawalerii.

## Działania zbrojne
Po zajęciu Wilna Naczelny Dowódca Wojska Litwy Środkowej, gen. Żeligowski polecił wysunąć wojska na linię: Nowe Troki–Kraso–Rykonty oraz Bondary-Rzesza-Czerwony Dwór.
Do 29 listopada 1920, gdy zawarto Traktat w Kownie, Litwa Środkowa była w stanie niewypowiedzianej wojny z Republiką Litewską (Litwą Kowieńska).

## I Korpus Wojsk Litwy Środkowej
W czasie walk zreorganizowano Wojska Litwy Środkowej i 16 października 1920 roku utworzono I Korpus Wojsk Litwy Środkowej. Dowódcą korpusu został generał Jan Rządkowski, dotychczasowy dowódca 1 Dywizji Litewsko-Białoruskiej.
- Dowództwo
  - dowódca – gen. Jan Rządkowski
- Sztab
  - szef sztabu – p.o. mjr SG Władysław Powierza
  - kwatermistrz – p.o. mjr SG Władysław Powierza
  - szef Oddziału IV – p.o. mjr SG Władysław Powierza
- 1 Dywizja (Wileńska Brygada Piechoty)
  - Wileński pułk strzelców
  - Miński Pułk Strzelców
- 2 Dywizja (2 Grodzieńska Brygada Piechoty)
  - Nowogródzki pułk strzelców
  - Grodzieński pułk strzelców
- 3 Dywizja
  - Lidzki pułk strzelców
  - Kowieński Pułk Strzelców
- 3 Nadniemeńska Brygada Piechoty
  - 5 Ochotniczy pułk strzelców
  - 6 harcerski pułk strzelców (po rozwiązaniu III Brygady i 5 ochot. ps był samodzielnym oddziałem)
  - dwie kompanie 77 pp
- I Brygada Artylerii
  - 1 pułk artylerii lekkiej
  - dwa dywizjony 216 pułku artylerii lekkiej
- Dywizja Jazdy Wojsk Litwy Środkowej
- Brygada Zapasowa Wojsk Litwy Środkowej
- batalion saperów
- pluton samochodów pancernych
- służby i zakłady

## Obsada wyższych stanowisk w Wojsku Litwy Środkowej
marzec 1921

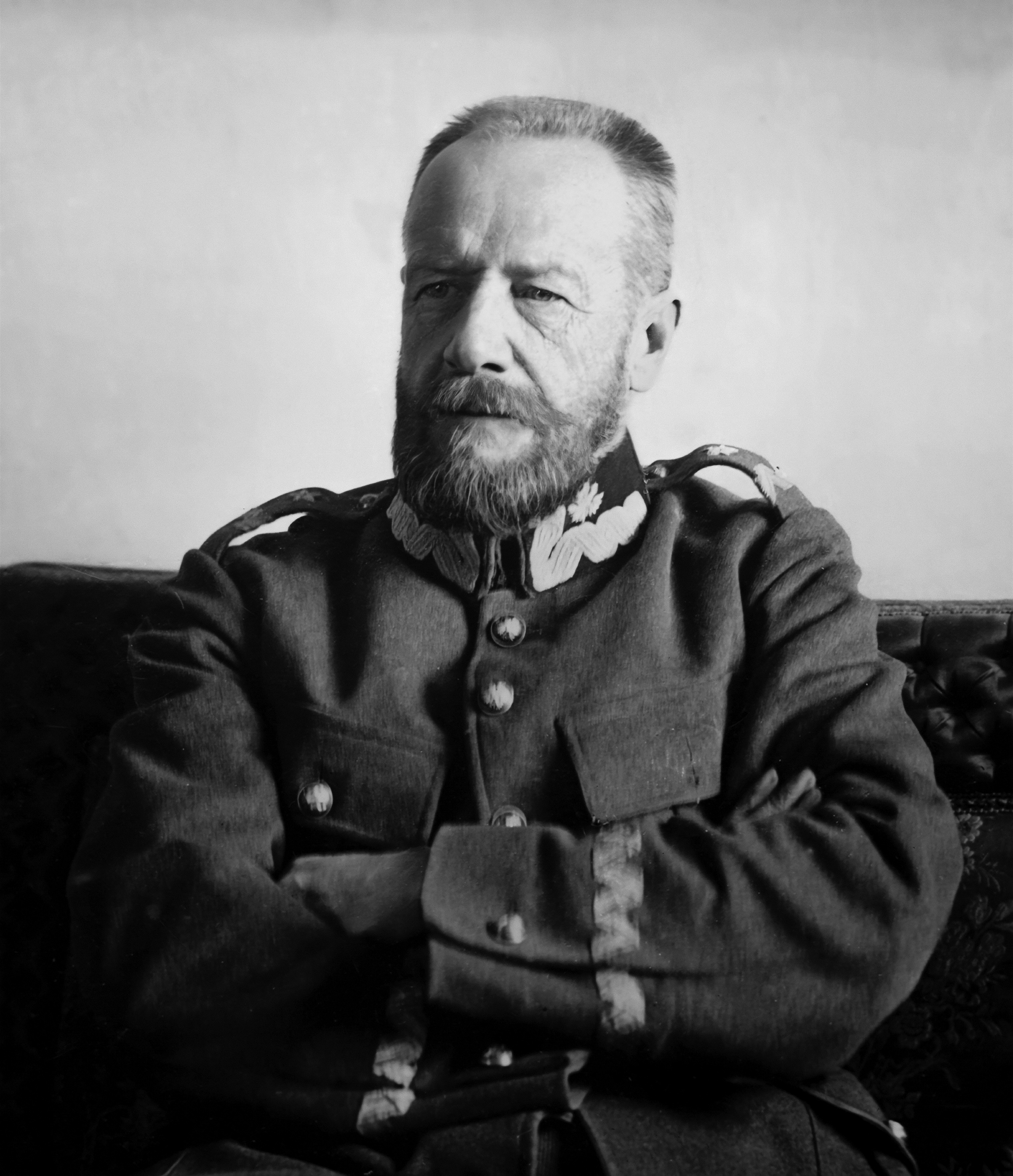
Generał Lucjan Żeligowski (1865–1947), dowódca akcji zajęcia Wilna w październiku 1920

- naczelny dowódca – gen. ppor. Lucjan Żeligowski
- oficer do zleceń i oficer łącznikowy do ND WP – kpt. Edward Perkowicz
- dowódca Grupy Wojsk – gen. ppor. Antoni Longin Baranowski
- szef sztabu – ppłk Jerzy Ferek-Błeszyński, później mjr Kordian Józef Zamorski
- szef Oddziału I (organizacyjnego) – mjr Zygmunt Kuczyński
- szef Oddziału II (informacyjnego) – mjr Marian Zyndram-Kościałkowski
- szef Oddziału III (operacyjnego) – kpt. Władysław Gadomski
- p.o. szefa Oddziału IV (materiałowego) – kpt. Jan Rymsza
- szef Oddziału V (personalnego) – por. Jan Łepkowski
- inspektor artylerii – gen. ppor. Kazimierz Radziwiłłowicz
- kwatermistrz Grupy – gen. ppor. Aleksander Antonowicz
- intendent – płk int. Henryk Eugeniusz Sacewicz
- szef sanitarny – ppłk lek. Wiktor Maleszewski
- szef weterynarii – mjr lek. wet. Stanisław Bakun
- szef Naczelnej Kontroli – płk Bronisław Wędziagolski
- biskup polowy Wojsk Litwy Środkowej – bp Władysław Bandurski
- dowódca 1 DLB – gen. ppor. Władysław Bejnar
- dowódca 2 DLB – gen. ppor. Mikołaj Osikowski

W kwietniu 1921 gen. ppor. Daniel Konarzewski został mianowany zastępcą gen. Żeligowskiego. 1 grudnia 1921 roku został on Naczelnym Dowódcą Wojsk Litwy Środkowej. Był nim do czasu zjednoczenia Litwy Środkowej z Rzecząpospolitą.

## W ostatnim okresie istnienia
Wojsko Litwy Środkowej w rzeczywistości stanowiło autonomiczną część sił zbrojnych Rzeczypospolitej.
Już we wrześniu 1921 zaczęto przemianowywać pułki Wojsk Litwy Środkowej zgodnie z numeracją ustaloną dla całości Wojska Polskiego. Miński pułk strzelców przyjął nazwę 86 pułku piechoty, a 2 pap został przemianowany na 29 pułk artylerii polowej. Jesienią 1921 1 i 2 Dywizja Piechoty Litewsko-Białoruska otrzymały numerację 19 DP i 29 DP. Wojska Litwy Środkowej, chociaż na zewnątrz występowały samodzielnie, to jednak znajdowały się w strukturach operacyjnych polskiej 2 Armii, funkcjonując nadal jako Grupa Operacyjna "Bieniakonie".
30 listopada gen. Żeligowski rozwiązał Naczelne Dowództwo Wojsk Litwy Środkowej i ustanowił Dowództwo Wojsk Litwy Środkowej z gen. Konarzewskim jako dowódcą. Rozwiązał też Adiutanturę Generalną Naczelnego Dowódcy Wojsk Litwy Środkowej, a do uzgodnienia interesów administracji wojskowej z cywilną ustanowił Przedstawicielstwo Dowództwa Wojsk Litwy Środkowej przy Tymczasowej Komisji Rządzącej. Gdy w kwietniu 1922  Litwa Środkowa zjednoczyła się z Polską, znaki formalnej odrębności Wojska Litwy Środkowej praktycznie już nie istniały.

## Dyslokacja oddziałów Grupy Operacyjnej Bieniakonie
Stan na dzień 27.10.1921 roku
- dowództwo 19 Dywizji Piechoty – Wilno
  - Wileński pułk strzelców – Wilno
  - Miński pułk strzelców – Wilno
  - Kowieński pułk strzelców – Wilno
  - 19 pułk artylerii polowej – Wilno
  - 3 pułk artylerii ciężkiej – Wilno

- dowództwo 29 Dywizji Piechoty – Wilno
  - Grodzieński pułk strzelców – Wilno
  - Lidzki pułk strzelców – Bieniakonie
    - 1 batalion strzelców  – Wizgirdy
    - 2 batalion strzelców – Soleczniki
    - 3 batalion strzelców – Jerozolimka

  - Nowogródzki pułk strzelców – Wilno
  - 29 pułk artylerii polowej – Wilno
  - 29 dywizjon artylerii ciężkiej i III/3 pac  – Wilno

- dowództwo 3 Brygady Jazdy – Wilno
  - dowództwo  10 pułku ułanów –  Landwarowo
    - 1 szwadron – Rudziszki
    - 2 szwadron – Landwarowo
    - 3 szwadron – Troki
    - 4 szwadron – Olkieniki
    - szwadron karabinów maszynowych – Nowe Troki
    - szwadron techniczny  – Świątniki

  - dowództwo  13 pułku ułanów –  Wilno
    - 1 i 3  szwadron, szwadron karabinów maszynowych, szwadron techniczny  – Wilno
    - 2 szwadron – Podbrzezie
    - 3 szwadron – Troki
    - 4 szwadron – Gryciuny

  - dowództwo  23 pułku ułanów –  Mejszagoła
    - 1 szwadron –  Mieduszki
    - 2 szwadron – Kiemiele
    - 3 i 4 szwadron – Podbrzezie,
    - 3 szwadron – Troki
    - szwadron karabinów maszynowych – Leoniszki
    - szwadron techniczny  – Mejszagoła